# Big Buck Bunny
《大雄兔》（英語：Big Buck Bunny）是Blender基金會第2部開放授權、創作共用的動畫電影，代号Peach。片長10分鐘，Big Buck Bunny全部使用開放源碼軟件製作（如Blender、Linux），渲染的計算機集群使用昇陽電腦公司的Sun Grid亦是開放源碼的（如：OpenSolaris、Sun Grid Engine等）製作技術和素材徹底公開。不同于上一个项目Elephants Dream，本篇全程无语音。本片完成之后，其素材适用在Blender官方的游戏项目Yo Frankie!之中，反派Frankie这次成为主角。

## 圖集

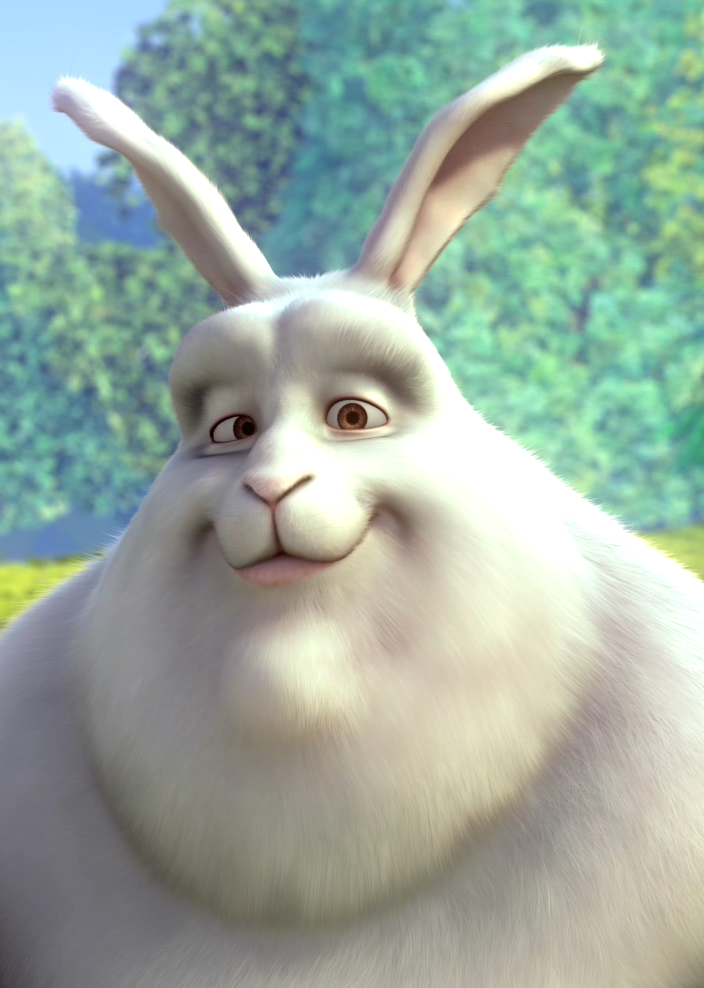
主角: 賓妮兔 (Bunny)
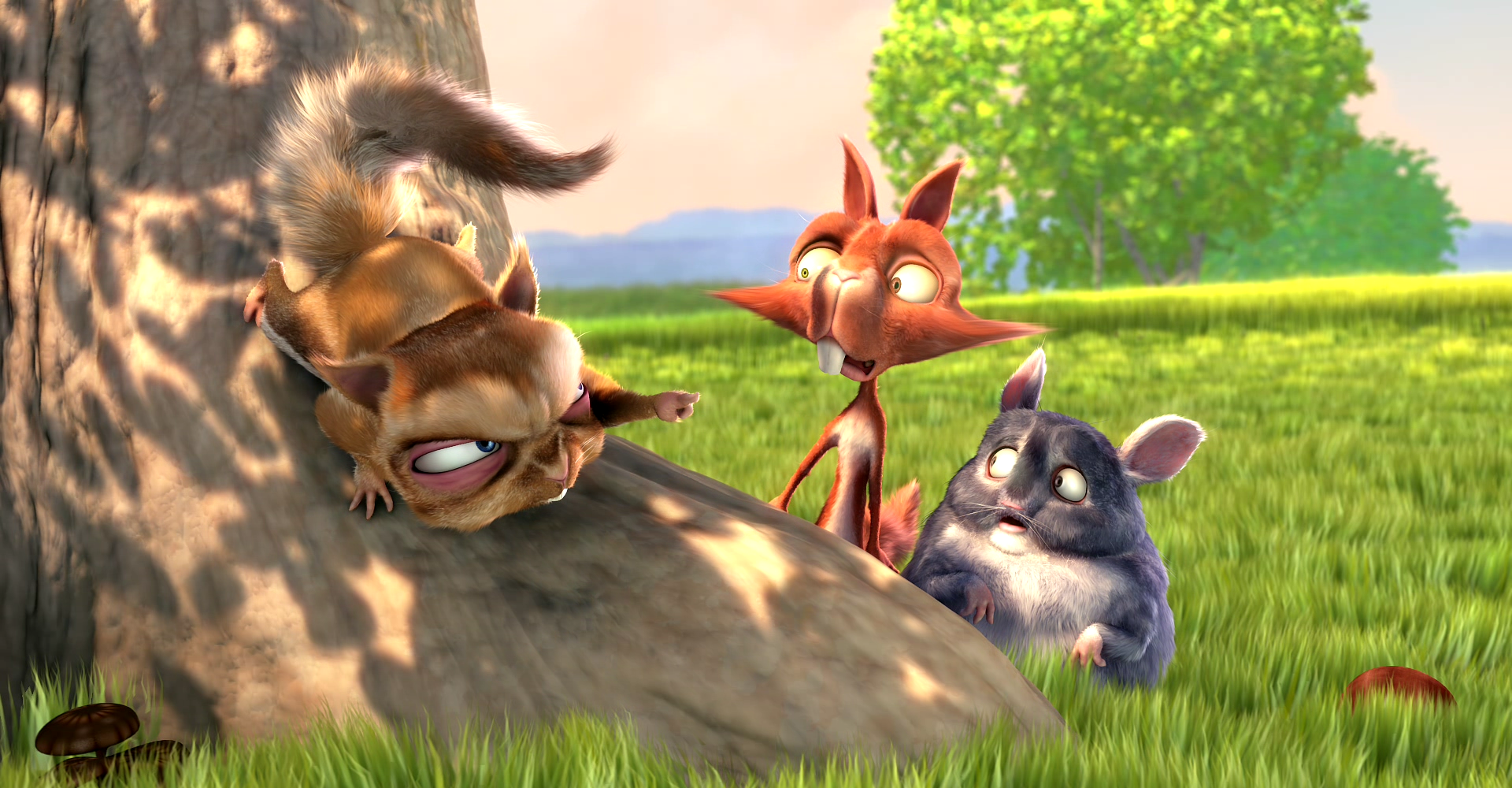
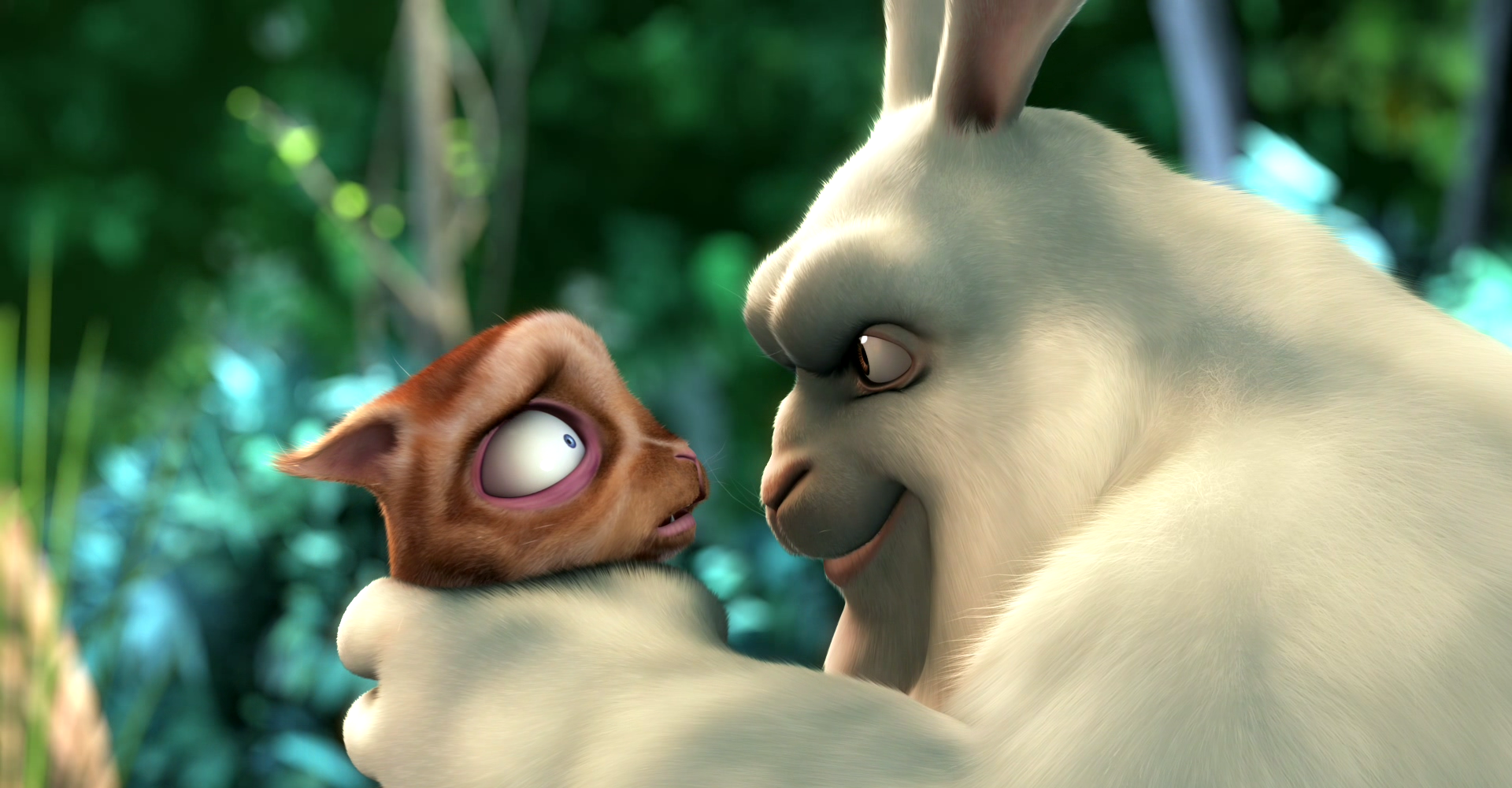
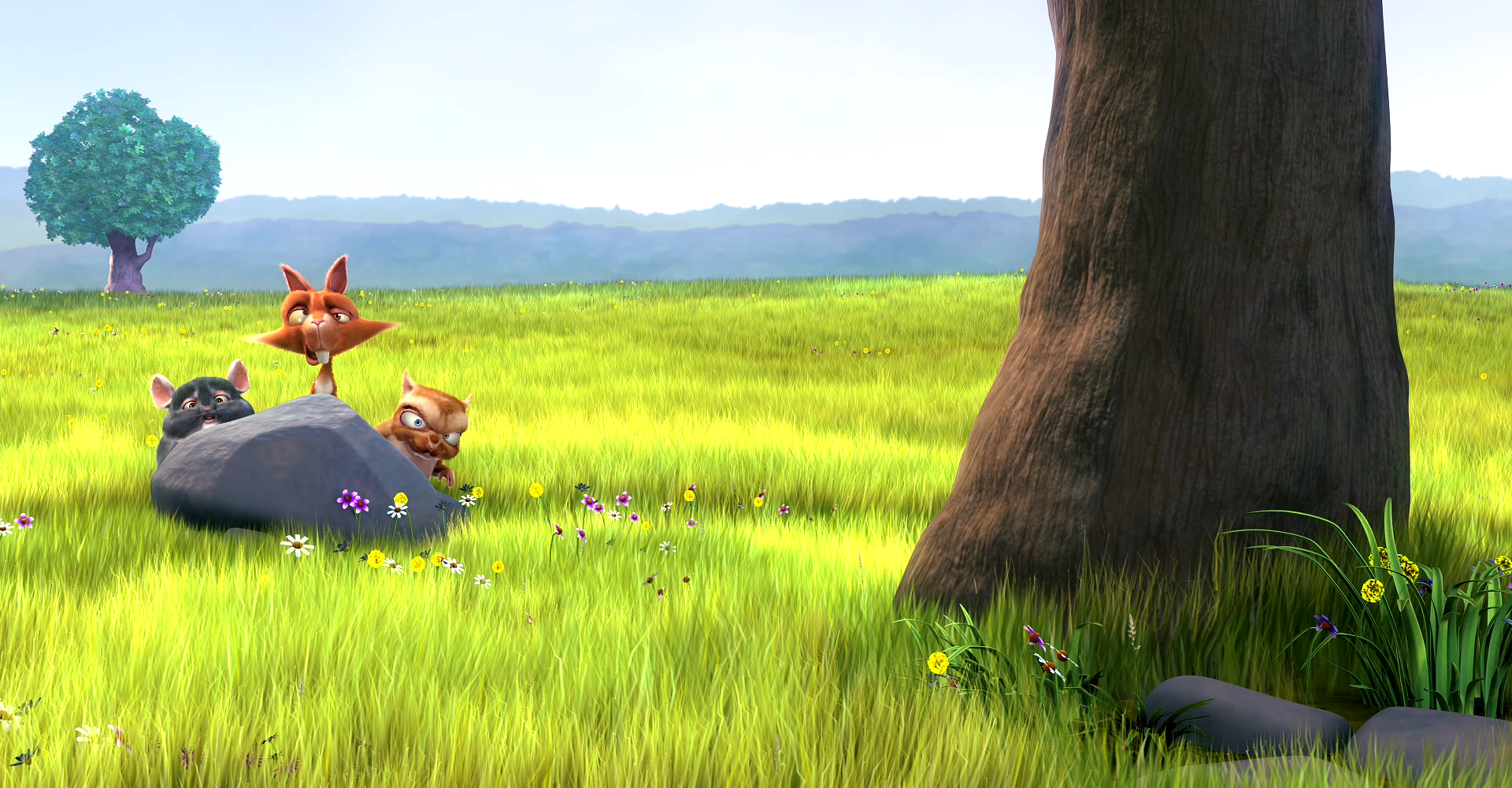

## 其他
- Apricot：衍生项目Yo Frankie!的代号
- Elephants Dream：blender基金会的第一个开源电影项目

## 外部連結
（英文）
- Big Buck Bunny官方網站（页面存档备份，存于）
- YouTube上的Big Buck Bunny電影
- Vimeo上的Big Buck Bunny電影